# ローザ・スミス＝アイゲンマン

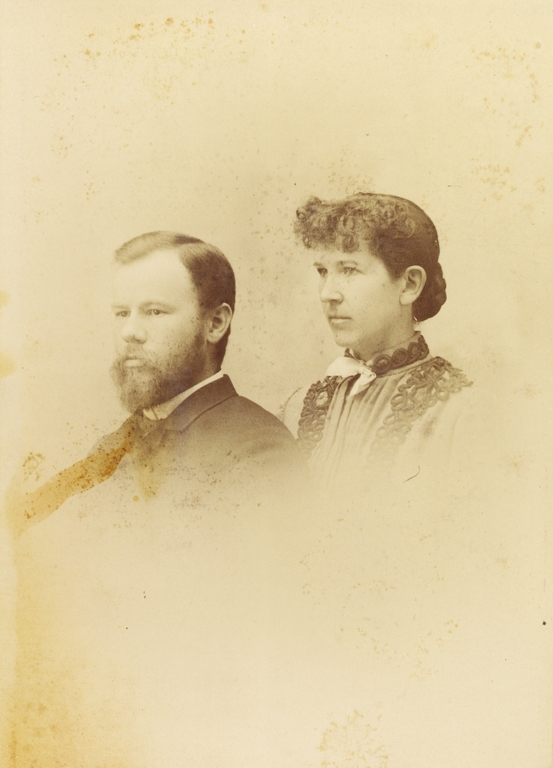
アイゲマン夫妻

ローザ・スミス＝アイゲンマン（Rosa Smith Eigenmann、1858年10月8日 – 1947年1月12日）は、アメリカ合衆国の女性魚類学者である。ドイツ出身の夫、カール・アイゲンマンとともに、北米、南米の魚類の研究を行った。

## 生涯
イリノイ州のモンマスで9人きょうだいの末っ子として生まれた。家族はカリフォルニア出身で、イリノイで新聞発行を始めたが、ローザが病弱であったために、カリフォルニアのサンディエゴに戻り、ローザは自然に親しみ、サンディエゴ自然史協会に参加した。
著名な魚類学者、デイビッド・スター・ジョーダンが1879年にサンディエゴに来訪した時、ローザがポイント・ロマ岬の洞窟に住む盲目のハゼ、Othonops eos を発見していたことに感銘を受け、インディアナ大学でジョーダンのもとで研究することを薦めた。インディアナ大学で2年過ごした後、家族の病気でサンディエゴに戻るが、大学で夫となるカール・アイゲンマンに出会い、サンディエゴに戻った後も共同で研究を進めた。カール・アイゲンマンは大学を卒業するとカリフォルニアを訪れ、1887年8月20日に結婚した。1887年から2年間、2人はハーバード大学で大学の南米の魚類の標本を共同で研究を行った。ハーバード大学の大学院レベルの授業に参加を許された最初の女性となった。ハーバードで夫と共同執筆の最初の論文を書いた。サンディエゴでの研究の後、夫はインディアナ大学の教授となり、共同研究を続けたが、障害を持つ娘を含む5人の子供の世話で研究から遠ざかった。1927年に夫が心臓病を患い、家族はサンディエゴに戻るがその年、夫は没した。ローザはサンディエゴにとどまり、科学的な活動に戻ることはなかった。